# Rodovia Hélio Smidt
A Rodovia Hélio Smidt (SP-19) tem seu traçado inteiramente localizado na cidade de Guarulhos, ligando a Rodovia Ayrton Senna ao Aeroporto Internacional de Cumbica passando pelos bairros Várzea do Palácio, Cidade Satélite de Cumbica, Parque CECAP e Taboão.

## Descrição da rodovia
Trata-se de uma rodovia estadual de eixo. A rodovia conta com pista quádrupla em toda sua extensão. É administrada pela EcoPistas entre os quilômetros 0,00 e 2,40 e pela concessionária do Aeroporto de Guarulhos entre os quilômetros 2,41 e 5,00.
Com a construção do trecho norte do Rodoanel Mário Covas, pretende-se estender a rodovia por 4 km, permitindo acesso ao anel viário.
Possui tráfego pesado das pessoas que se deslocam para o aeroporto, tanto para viagem quanto para trabalho, bem como os militares da Base Aérea de São Paulo. É utilizada pelo transporte público para acesso à Ayrton Senna e ao Aeroporto, mas predomina o transporte particular.
Por se tratar de uma via de trânsito rápido com pista tripla ou quádrupla, pode-se desenvolver nela 80 ou 90 Km/h.
Apesar de estar localizada no meio do município de Guarulhos, não está margeada pela cidade - isto porque à esquerda (sentido aeroporto) encontra-se o Rio Baquirivú e à direita encontra-se a Base Aérea - sendo possível considerá-la uma ruptura urbana.
Algumas medidas tomadas com relação à rodovia impedem sua utilização pela população da cidade, como, por exemplo, o fechamento da ponte que ligava o Jd. Malvinas à estrada.

## Intersecções
Possui intersecção com a Rodovia Ayrton Senna (SP-070), no quilômetro 1 e com a Rodovia Presidente Dutra (antiga SP-060, atual trecho Rio-São Paulo da BR-116), no quilômetro 2. Dá acesso à Avenida Monteiro Lobato e as estações Aeroporto–Guarulhos e Guarulhos-CECAP da Linha 13–Jade do Trem Metropolitano de São Paulo.

## Legislação
Com o advento do projeto do Aeroporto Internacional de Cumbica, fez-se necessária a construção de uma ligação entre o aeroporto e as vias de acesso às cidades vizinhas.
A rodovia foi construída pela Desenvolvimento Rodoviário S.A. (DERSA), autarquia que a geriu até meados de 2006, quando foi transferida para a EcoPistas (concessão Ayrton Senna e Helio Smidt) e para a Infraero (posteriormente para a GRU Airport, quando o aeroporto foi concedido a iniciativa privada.
Em 1990, Orestes Quércia decreta e, em 1991, Luiz Antônio Fleury transforma em lei a nomeação da rodovia, homenageando o recém falecido presidente-fundador da Varig.

## Concessionárias e serviços
A EcoPistas tem jurisdição sob a rodovia entre os quilômetros 0,00 e 2,40. A concessionária GRU Aiport, por meio da Invepar e ACSA, gere a rodovia entre os quilômetros 2,41 e 5,00.
As concessionárias não oferecem serviços como Unidade(s) Básica(s) de Atendimento, posto(s) de policiamento, câmera(s) online, radar(es), pátio(s), balança(s) ou pedágio(s) para os usuários da rodovia. A fiscalização é feita pela Polícia Rodoviária Federal.

## Condição física da rodovia (12/2018)
A rodovia apresenta pavimento em bom estado, com irregularidade baixa e sem deformação plástica significativa. Apresenta sinalização viária horizontal e vertical em perfeito estado de conservação.

## Projetos
Com a construção do trecho norte do Rodoanel Mário Covas, a rodovia será prolongada por mais 4 quilômetros até o entroncamento de ambas as rodovias, dando acesso ao sistema de descentralização de transportes da região metropolitana.